# 中国国际工业博览会
中国国际工业博览会是自1999年以來每年秋季在中華人民共和國上海市舉辦的以装备制造业为展示交易主体的工業博覽會，每屆均有不同主題和論壇活動。最初名為上海國際工業博覽會。2006年更名為中国国际工业博览会。自2015年起，中国工博会舉辦地點更改為國家會展中心。

## 外部連結
- 官方网站